# Râul Valea Rece, Olănești
Râul Valea Rece este un curs de apă, afluent al râului Cheia. 